# Àcid 3-nitropropiònic
L'àcid 3-nitropropiònic (3-NPA) és una molècula que funciona com a toxina provocant la degeneració progressiva del teixit neuronal.
Concretament, el 3-NPA és un metabòlit derivat del compost orgànic 3-nitropropanol, el qual es troba de manera natural en el regne de les plantes, en la familia de les lleguminoses dels gèneres Astragalus i Indigofera; i en el regne dels fongs dels gèneres Arthrinium.
L'efecte tòxic de l'àcid 3-nitropropiònic va descobrir-se a l'Oest dels Estats Units, quan va observar-se que el bestiar que havia ingerit lleguminoses dels gèneres esmentats anteriorment presentava certes alteracions motores, com per exemple: debilitat general, descoordinació de les seves extremitats posteriors i paràlisi.
Amb posterioritat, també es va poder veure que persones les quals havien ingerit canya de sucre, contaminada amb el fong esmentat anteriorment, presentaven els mateixos símptomes que el bestiar o similars.
Va ser entre 1970 i 1989 quan es van registrar gairebé 900 casos d'intoxicació per 3-NPA en humans.
D'aquest total de casos, va haver-hi un percentatge important els quals van patir un deteriorament neurològic important, que cursava amb una distonia d'inici retardada, espasmes i ganyotes facials. Amb estudis posteriors a la Xina, es van confirmar aquests resultats d'intoxicació per ingesta de canya de sucre contaminada.
Així doncs la font d'entrada de la toxina és la seva ingesta. Això pot donar lloc a diversos quadres neurotòxics, concluïnt en la mort del teixit neuronal. Aquesta degeneració cerebral és provocada per la capacitat de la toxina d'afectar les cadenes respiratòries dels mitocondris, fet que, en ser el mitocondri l'orgànul cel·lular encarregat del funcionament del metabolisme energètic cel·lular, provocarà la inhibició de certs mecanismes antitòxics necessaris per a la vida cel·lular (com és, en aquest cas, la excitoxicitat).
La seva toxicitat ha estat descoberta pels símptomes que la seva ingesta provoca en animals i persones. Però, a més, s'han realitzat experiments en els quals s'indueix el 3-NPA de manera artificial, i aquest provoca símptomes neuronals similars a malalties ja conegudes, afirmant la seva neurotixicitat. Això ho trobem explicat en la secció #Toxicitat.

## Síntesi

Formació 3-NPA a partir de Propiolactona

El 3-NPA és un metabòlit que deriva del compost 3-nitropropanol. Aquest compost es convertirà, per acció d'un tipus del grup d'enzims d'alcohol deshidrogenasa (enzim que faciliten la conversió d'alcohols en aldehids o cetones), en el 3-NPA.
Pot formar-se, en medi aquós amb aigua (H₂O) i àcid clorhídric (HCl), a partir de la reacció de l'àcid propiolactona amb el nitrit de sodi (NaNO₂). La reacció donarà lloc al 3-NPA i clorur de sodi (NaCl) per la unió dels ions sodi (Na+), del nitrit de sodi, amb els ions clorur (Cl−) de l'àcid clorhídric.

## Propietats físiques
L'àcid 3-nitropropiònic és un sòlid (en condicions estàndard) amb la forma semblant als cristalls d'or quan s'oxiden en cloroforms, i té un color beix.
El seu punt de fusió es troba entre els 68 i els 70  °C i quan s'escalfa fins a la seva descomposició allibera gas tòxic de monòxid de carboni, diòxid de carboni i òxids de nitrogen, que en estar en contacte dona lloc a la irritació de la pell, els ulls, les mucoses i les vies respiratòries superiors (inhalació).

## Propietats químiques
És un àcid soluble en aigua i etanol, i respecte al seu punt d'inflamabilitat, es considera un àcid amb perill moderat d'incendi, ja que, encara que no es coneix exactament, en pertànyer al grup dels àcids carboxílics de baix pes molecular (entre 1 i 4 carbonis) podem considerar que es trobarà entre els 100 i els 150  °F.
La reactivitat de l'àcid 3 Nitropropiònic és conseqüència del grup amino i el grup carboxil que conté, ja que tots dos són grups reactius. El primer li confereix la propietat de reaccionar amb agents reductors fins al punt de donar lloc a una detonació. El grup carboxílic fa que en dissolució es doni lloc a ions d'hidrogen que fan variar el pH a valors inferiors a 7 (pH àcid). El grup carboxil de làcid 3 nitropropiònic pot reaccionar amb metalls actius donant lloc a hidrogen en estat gas i sal del metall. La reacció del carboxil amb altres compostos dona lloc a alliberació de calor.
Finalment, l'àcid 3 nitropropiònic és incompatible amb les bases, els agents reductors i els agents oxidants. Això voldrà dir que s'haurà de mantenir allunyat d'aquestes substàncies per tal d'evitar reaccions violentes.

## Toxicitat
L'àcid 3-nitropropiònic és una toxina mitocondrial que causa en els mamífers una degeneració a nivell cerebral, afectant el cos estriat i s'acompanya de manifestacions neurològiques severes, per tant, causa unes alteracions motores, descoordinació de les extremitats i paràlisi.
Una de les característiques de l'àcid 3-nitropropiònic és que pot alterar la cadena respiratòria mitocondrial. Estem parlant doncs d'una alteració en el metabolisme energètic cel·lular que activarà la excitotoxocitat i estrès oxidatiu, acabant en la mort neuronal.
L'actuació de l'àcid 3-nitropropiònic és d'inhibició irreversible envers l'enzim del CCRRM II succinat deshidrogenasa (SDH), localitzada a la membrana interna del mitocondri i oxida el succinat, transformant-lo en furamat.

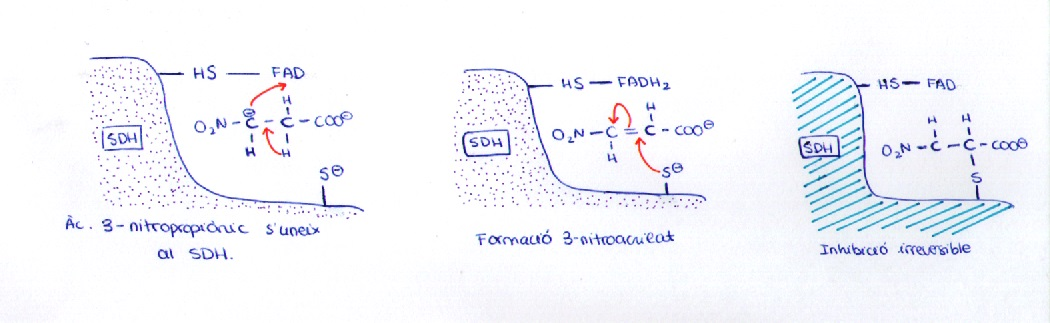
Mecanisme d'inhibició de la SDH per part del 3-NPA.

La succinat deshidrogenasa és activa tant en el procés de fosforilació oxidativa com al cicle dels àcids tricarboxílics, per tant, una inhibició d'aquest enzim mitjançant l'àcid 3-nitropropiònic, altera tots dos processos i es veu afectada la producció de fosfocreatina, ATP i GTP de forma negativa, i una gran fabricació de lactat a partir del piruvat.
El fet que l'àcid 3-nitropropiònic inhibeix l'enzim és a causa de la similitud que presenta amb l'àcid succínic, ocupant doncs el centre catalític de l'enzim. Un cop es troba al centre catalític de la succinat deshidrogenasa, la flavina oxida el carbanió de la forma dianiònica de la toxina, formant-se 3-nitroacrilat. Per acabar, fa aquesta inhibició mitjançant un enllaç covalent amb el grup sulfhidril que és essencial per l'activitat de l'enzim, quedant inhibit irreversiblement. A part d'inhibir el CCRRM II succinat deshidrogenasa, també inhibeix el CCRRM III.

### Experimentacions amb l'àcid 3-nitropropiònic
Els primers estudis controlats fets amb l'àcid 3-nitropropiònic en animals van revelar la capacitat de la toxina per produir lesions cerebrals, semblants a les observades en situacions d'hipòxia. S'ha observat que aquest àcid inhibeix l'acció de l'enzim succinat deshidrogenasa, el qual intervé en el cicle de Krebs i en la cadena transportadora d'electrons. Per tant, una inhibició d'aquest enzim provocarà un estrès oxidatiu que donarà lloc a la mort neuronal.
Concretament, l'àcid 3-nitropropiònic és utilitzat experimentalment en animals per a investigar els mecanismes moleculars patogènics de les malalties neurodegeneratives. Els animals que s'han empleat per estudiar els efectes neurotòxics a causa de l'administració de l'àcid 3-nitropropiònic han estat, la major part, ratolins i rates. Aquesta toxina se'ls hi ha administrat per vies diferents: la intraperitoneal, subcutània o estereotàxica. També s'ha classificat segons el grau de dosificació en què se subministrava l'àcid 3-nitroptopiònic obtenint tres grups: els aguts, els subaguts i per acabar els crònics.
S'ha estret com a conclusió que quan la dosificació, per via intraperitoneal o subcutània, tant si és aguda com subaguda, provoca una ràpida inhibició de la cadena mitocondrial.
Una altra observació ha estat que aquesta inhibició es pot veure afectada per altres factors com seria l'espècie animal, la soca, el sexe, l'edat, on els mascles són més sensibles a aquesta inhibició i es demostra que en animals adults hi ha més vulnerabilitat que no pas en els joves.

## Aplicacions
Una de les aplicacions més significativa de l'àcid 3-nitropropiònic es basa en el fet que aquest àcid provoca manifestacions clíniques similars a les que presenta la malaltia de Huntington. Tot i que aquesta malaltia té el seu origen en una alteració genètica (basada en la mutació del gen que codifica la proteïna Huntingtina), comparteix amb la toxina alguns dels mecanismes responsables de la neurogeneració. Per aquesta raó, mitjançant la utilització experimental d'aquest àcid, pot induir-se un model de la malaltia (coneguda antigament com a "baile de san vito") i aprofundir més en el seu estudi.